# Campeonato Argentino Juvenil 2018
El Campeonato Argentino Juvenil de 2018 fue un torneo para los seleccionados juveniles de las uniones regionales afiliadas a la Unión Argentina de Rugby. Las primeras dos divisiones del torneo, la Zona Campeonato y la Zona Ascenso, se disputaron en la categoría M18 y se llevaron a cabo entre el 17 de marzo y el 14 de abril de 2018. La tercera división del torneo, la Zona Desarrollo (Select 12), se disputó en la categoría M17 y se llevó a cabo el 9 y 11 de noviembre en Córdoba.
La ciudad de Santa Fe fue elegida como sede del concentrado (las últimas tres fechas del torneo) bajo la organización de la Unión Santafesina de Rugby. Las sedes elegidas fueron el Club Universitario de Santa Fe (tercera fecha), el Club de Rugby Ateneo Inmaculada (semifinales) y el Santa Fe Rugby Club (finales).
Previo a la disputa del concentrado, el ómnibus que transportaba al seleccionado de la Unión de Rugby de Buenos Aires hacia Santa Fe sufrió un accidente en la Ruta Nacional 9 debido a la abundante lluvia que causó el vuelco del vehículo. Si bien no hubo heridos de gravedad, la URBA decidió que el seleccionado regrese a Buenos Aires. Tras confirmarse la decisión de la URBA de no seguir participando del torneo, la Unión Argentina de Rugby decidió continuar con el programa establecido, dando por perdidos los encuentros correspondientes a las Aguilitas. Al ya estar clasificados a las semifinales, Buenos Aires no corría riesgo de descender a la Zona Ascenso y finalizó automáticamente en el 4.º puesto.
La Unión de Rugby de Tucumán se quedó con el campeonato por segundo año consecutivo al derrotar 19-10 en la final a la Unión de Rugby de Cuyo. Cerca del final del partido, cuando las Naranjitas ganaban 16-10, el equipo mendocino generó una jugada de try que terminó con un jugador perdiendo la pelota en el aire en el instante previo a apoyar. Los tucumanos pasarían a sellar el marcador final a través de un penal en la siguiente jugada.

## Equipos participantes
Participaron de esta edición veintiocho equipos: ocho en la Zona Campeonato, ocho en la Zona Ascenso y doce en la Zona Desarrollo (Select 12).
| División                               | Equipo              | Unión                                                |
| -------------------------------------- | ------------------- | ---------------------------------------------------- |
| Zona Campeonato 8 equipos              | Buenos Aires        | Unión de Rugby de Buenos Aires                       |
| Zona Campeonato 8 equipos              | Cuyo                | Unión de Rugby de Cuyo                               |
| Zona Campeonato 8 equipos              | Mar del Plata       | Unión de Rugby de Mar del Plata                      |
| Zona Campeonato 8 equipos              | Rosario             | Unión de Rugby de Rosario                            |
| Zona Campeonato 8 equipos              | Salta               | Unión de Rugby de Salta                              |
| Zona Campeonato 8 equipos              | Santa Fe            | Unión Santafesina de Rugby                           |
| Zona Campeonato 8 equipos              | Santiago del Estero | Unión Santiagueña de Rugby                           |
| Zona Campeonato 8 equipos              | Tucumán             | Unión de Rugby de Tucumán                            |
| Zona Ascenso 8 equipos                 | Austral             | Unión de Rugby Austral                               |
| Zona Ascenso 8 equipos                 | Chubut              | Unión de Rugby del Valle del Chubut                  |
| Zona Ascenso 8 equipos                 | Córdoba             | Unión Cordobesa de Rugby                             |
| Zona Ascenso 8 equipos                 | Entre Ríos          | Unión Entrerriana de Rugby                           |
| Zona Ascenso 8 equipos                 | Nordeste            | Unión de Rugby del Nordeste                          |
| Zona Ascenso 8 equipos                 | Oeste               | Unión de Rugby del Oeste de Buenos Aires             |
| Zona Ascenso 8 equipos                 | San Juan            | Unión Sanjuanina de Rugby                            |
| Zona Ascenso 8 equipos                 | Sur                 | Unión de Rugby del Sur                               |
| Select 12 (Zona Desarrollo) 12 equipos | Alto Valle          | Unión de Rugby del Alto Valle de Río Negro y Neuquén |
| Select 12 (Zona Desarrollo) 12 equipos | Andina              | Unión Andina de Rugby                                |
| Select 12 (Zona Desarrollo) 12 equipos | Chile               | Federación Deportiva Nacional de Rugby               |
| Select 12 (Zona Desarrollo) 12 equipos | Formosa             | Unión de Rugby de Formosa                            |
| Select 12 (Zona Desarrollo) 12 equipos | Jujuy               | Unión Jujeña de Rugby                                |
| Select 12 (Zona Desarrollo) 12 equipos | Lagos del Sur       | Unión de Rugby de los Lagos del Sur                  |
| Select 12 (Zona Desarrollo) 12 equipos | Misiones            | Unión de Rugby de Misiones                           |
| Select 12 (Zona Desarrollo) 12 equipos | Paraguay            | Unión de Rugby del Paraguay                          |
| Select 12 (Zona Desarrollo) 12 equipos | San Luis            | Unión de Rugby San Luis                              |
| Select 12 (Zona Desarrollo) 12 equipos | Santa Cruz          | Unión Santacruceña de Rugby                          |
| Select 12 (Zona Desarrollo) 12 equipos | Tierra del Fuego    | Unión de Rugby de Tierra del Fuego                   |
| Select 12 (Zona Desarrollo) 12 equipos | Uruguay             | Unión de Rugby del Uruguay                           |

En cursiva los seleccionados internacionales invitados.
A partir de esta temporada, la Unión Argentina de Rugby decidió expandir Zona Desarrollo de nueve a doce participantes por categoría, por lo que el torneo pasó a ser conocido como el Campeonato Argentino Select 12. Los tres nuevos participantes fueron los seleccionados juveniles de Chile, Paraguay y Uruguay.

## Zona Campeonato

### Zona 1
| Pos. | Equipos             | Partidos | Partidos | Partidos | Tantos | Tantos | Tantos | Pts. |
| Pos. | Equipos             | G        | E        | P        | PF     | PC     | DP     | Pts. |
| ---- | ------------------- | -------- | -------- | -------- | ------ | ------ | ------ | ---- |
| 1.º  | Tucumán             | 2        | 0        | 1        | 78     | 35     | +43    |      |
| 2.º  | Cuyo                | 2        | 0        | 1        | 89     | 45     | +44    |      |
| 3.º  | Rosario             | 2        | 0        | 1        | 71     | 69     | +2     |      |
| 4.º  | Santiago del Estero | 0        | 0        | 3        | 41     | 130    | -89    |      |

|  | Clasifica a Semifinales (1.° al 4.° puesto) |
|  | Clasifica a Semifinales (5.° al 8.° puesto) |

| 17 de marzo | Cuyo | 39 - 12 | Rosario | Marista Rugby Club, Luján de Cuyo       |                                         |
|             |      | Reporte |         | Árbitro(s): Juan Manuel López (Córdoba) | Árbitro(s): Juan Manuel López (Córdoba) |

| 17 de marzo | Santiago del Estero | 9 - 47  | Tucumán | Old Lions RC, Santiago del Estero     |                                       |
|             |                     | Reporte |         | Árbitro(s): Iñaki Barraguirre (Salta) | Árbitro(s): Iñaki Barraguirre (Salta) |

| 24 de marzo | Tucumán | 16 - 6  | Cuyo | Natación y Gimnasia, Tucumán              |                                           |
|             |         | Reporte |      | Árbitro(s): Tomás Bertazza (Buenos Aires) | Árbitro(s): Tomás Bertazza (Buenos Aires) |

| 24 de marzo | Rosario | 39 - 15 | Santiago del Estero | Jockey Club (R), Rosario                 |                                          |
|             |         | Reporte |                     | Árbitro(s): Claudio Cattivelli (Uruguay) | Árbitro(s): Claudio Cattivelli (Uruguay) |

| 8 de abril | Tucumán | 15 - 20 | Rosario | Universitario (SF), Santa Fe |  |
|            |         | Reporte |         |                              |  |

| 8 de abril | Cuyo | 44 - 17 | Santiago del Estero | Universitario (SF), Santa Fe |  |
|            |      | Reporte |                     |                              |  |

### Zona 2
| Pos. | Equipos       | Partidos | Partidos | Partidos | Tantos | Tantos | Tantos | Pts. |
| Pos. | Equipos       | G        | E        | P        | PF     | PC     | DP     | Pts. |
| ---- | ------------- | -------- | -------- | -------- | ------ | ------ | ------ | ---- |
| 1.º  | Mar del Plata | 3        | 0        | 0        | 44     | 40     | +4     |      |
| 2.º  | Buenos Aires  | 2        | 0        | 1        | 93     | 28     | +65    |      |
| 3.º  | Santa Fe      | 1        | 0        | 2        | 60     | 73     | -13    |      |
| 4.º  | Salta         | 0        | 0        | 3        | 39     | 95     | -56    |      |

|  | Clasifica a Semifinales (1.° al 4.° puesto) |
|  | Clasifica a Semifinales (5.° al 8.° puesto) |

| 17 de marzo | Salta | 11 - 13 | Mar del Plata | Tigres Rugby Club, Salta                      |                                               |
|             |       | Reporte |               | Árbitro(s): Francisco López Vildosa (Tucumán) | Árbitro(s): Francisco López Vildosa (Tucumán) |

| 17 de marzo | Santa Fe | 7 - 35  | Buenos Aires | CRAI, Santa Fe                      |                                     |
|             |          | Reporte |              | Árbitro(s): Agustín Monje (Rosario) | Árbitro(s): Agustín Monje (Rosario) |

| 24 de marzo | Buenos Aires | 58 - 21 | Salta | Club Newman, Benavídez |  |
|             |              | Reporte |       |                        |  |

| 24 de marzo | Mar del Plata | 31 - 29 | Santa Fe | San Ignacio Rugby, Mar del Plata           |                                            |
|             |               | Reporte |          | Árbitro(s): Tulio Marchetto (Buenos Aires) | Árbitro(s): Tulio Marchetto (Buenos Aires) |

| 8 de abril | Buenos Aires | P.P. - P.G. | Mar del Plata | Universitario (SF), Santa Fe |  |
|            |              | Reporte     |               |                              |  |

| 8 de abril | Salta | 7 - 24  | Santa Fe | Universitario (SF), Santa Fe |  |
|            |       | Reporte |          |                              |  |

### Fase final
|  | Semifinales   | Semifinales   | Semifinales |      |         | Final            | Final            | Final            |  |
|  | 11 de abril   | 11 de abril   | 11 de abril |      |         | 14 de abril      | 14 de abril      | 14 de abril      |  |
|  |               |               |             |      |         |                  |                  |                  |  |
|  |               |               |             |      |         |                  |                  |                  |  |
|  | Tucumán       | Tucumán       | G.P.        |      |         |                  |                  |                  |  |
|  | Tucumán       | Tucumán       | G.P.        |      |         |                  |                  |                  |  |
|  | Buenos Aires  | Buenos Aires  | P.P         |      |         |                  |                  |                  |  |
|  | Buenos Aires  | Buenos Aires  | P.P         |      | Tucumán | Tucumán          | 19               |                  |  |
|  |               |               |             |      | Tucumán | Tucumán          | 19               |                  |  |
|  |               |               | Cuyo        | Cuyo | 10      |                  |                  |                  |  |
|  | Mar del Plata | Mar del Plata | Cuyo        | Cuyo | 10      | 9                |                  |                  |  |
|  | Mar del Plata | Mar del Plata |             |      |         | 9                |                  |                  |  |
|  | Cuyo          | Cuyo          | 13          |      |         | Final 3.º puesto | Final 3.º puesto | Final 3.º puesto |  |
|  | Cuyo          | Cuyo          | 13          |      |         | Final 3.º puesto | Final 3.º puesto | Final 3.º puesto |  |
|  |               |               |             |      |         |                  |                  |                  |  |
|  |               |               |             |      |         | Buenos Aires     | Buenos Aires     | P.P.             |  |
|  |               |               |             |      |         | Buenos Aires     | Buenos Aires     | P.P.             |  |
|  |               |               |             |      |         | Mar del Plata    | Mar del Plata    | G.P.             |  |
|  |               |               |             |      |         | Mar del Plata    | Mar del Plata    | G.P.             |  |
|  |               |               |             |      |         |                  |                  |                  |  |

|  | Semifinales         | Semifinales         | Semifinales |          |       | Final 5.º puesto    | Final 5.º puesto    | Final 5.º puesto |  |
|  |                     |                     |             |          |       |                     |                     |                  |  |
|  |                     |                     |             |          |       |                     |                     |                  |  |
|  | Rosario             | Rosario             | 19          |          |       |                     |                     |                  |  |
|  | Rosario             | Rosario             | 19          |          |       |                     |                     |                  |  |
|  | Salta               | Salta               | 31          |          |       |                     |                     |                  |  |
|  | Salta               | Salta               | 31          |          | Salta | Salta               | 7                   |                  |  |
|  |                     |                     |             |          | Salta | Salta               | 7                   |                  |  |
|  |                     |                     | Santa Fe    | Santa Fe | 32    |                     |                     |                  |  |
|  | Santa Fe            | Santa Fe            | Santa Fe    | Santa Fe | 32    | 35                  |                     |                  |  |
|  | Santa Fe            | Santa Fe            |             |          |       | 35                  |                     |                  |  |
|  | Santiago del Estero | Santiago del Estero | 10          |          |       | Final Descenso      | Final Descenso      | Final Descenso   |  |
|  | Santiago del Estero | Santiago del Estero | 10          |          |       | Final Descenso      | Final Descenso      | Final Descenso   |  |
|  |                     |                     |             |          |       |                     |                     |                  |  |
|  |                     |                     |             |          |       | Rosario             | Rosario             | 40               |  |
|  |                     |                     |             |          |       | Rosario             | Rosario             | 40               |  |
|  |                     |                     |             |          |       | Santiago del Estero | Santiago del Estero | 29               |  |
|  |                     |                     |             |          |       | Santiago del Estero | Santiago del Estero | 29               |  |
|  |                     |                     |             |          |       |                     |                     |                  |  |

Semifinales (1.º al 4.º puesto)
| 11 de abril | Tucumán | P.G. - P.P. | Buenos Aires | CRAI, Santa Fe |  |
|             |         | Reporte     |              |                |  |

| 11 de abril | Mar del Plata | 9 - 13  | Cuyo | CRAI, Santa Fe |  |
|             |               | Reporte |      |                |  |

Semifinales (5.º al 8.º puesto)
| 11 de abril | Rosario | 19 - 31 | Salta | CRAI, Santa Fe |  |
|             |         | Reporte |       |                |  |

| 11 de abril | Santa Fe | 35 - 10 | Santiago del Estero | CRAI, Santa Fe |  |
|             |          | Reporte |                     |                |  |

Final
| 14 de abril | Tucumán | 19 - 10 | Cuyo | Santa Fe Rugby Club, Santa Fe |  |
|             |         | Reporte |      |                               |  |

Final 3.º puesto
| 14 de abril | Buenos Aires | P.P. - P.G. | Mar del Plata | Santa Fe Rugby Club, Santa Fe |  |
|             |              | Reporte     |               |                               |  |

Final 5.º puesto
| 14 de abril | Salta | 7 - 32  | Santa Fe | Santa Fe Rugby Club, Santa Fe |  |
|             |       | Reporte |          |                               |  |

Final Descenso
| 14 de abril | Rosario | 40 - 29 | Santiago del Estero | Santa Fe Rugby Club, Santa Fe |  |
|             |         | Reporte |                     |                               |  |

| Bandera de la Provincia de Tucumán |
| Tucumán Campeón                    |

## Zona Ascenso

### Zona 3
| Pos. | Equipos  | Partidos | Partidos | Partidos | Tantos | Tantos | Tantos | Pts. |
| Pos. | Equipos  | G        | E        | P        | PF     | PC     | DP     | Pts. |
| ---- | -------- | -------- | -------- | -------- | ------ | ------ | ------ | ---- |
| 1.º  | Córdoba  | 3        | 0        | 0        | 168    | 34     | +134   |      |
| 2.º  | Chubut   | 2        | 0        | 1        | 72     | 74     | -2     |      |
| 3.º  | Nordeste | 1        | 0        | 2        | 78     | 70     | +8     |      |
| 4.º  | Austral  | 0        | 0        | 3        | 25     | 165    | -140   |      |

|  | Clasifica a Semifinales (9.° al 12.° puesto)  |
|  | Clasifica a Semifinales (13.° al 16.° puesto) |

| 17 de marzo | Nordeste | 50 - 5  | Austral | Sixty Rugby Club, Resistencia |  |
|             |          | Reporte |         |                               |  |

| 17 de marzo | Chubut | 3 - 57  | Córdoba | Patoruzú Rugby Club, Trelew           |                                       |
|             |        | Reporte |         | Árbitro(s): Victor Riera (Alto Valle) | Árbitro(s): Victor Riera (Alto Valle) |

| 24 de marzo | Córdoba | 39 - 28 | Nordeste | Universitario (C), Córdoba          |                                     |
|             |         | Reporte |          | Árbitro(s): Agustín Monje (Rosario) | Árbitro(s): Agustín Monje (Rosario) |

| 24 de marzo | Austral | 17 - 43 | Chubut | Calafate Rugby Club, Comodoro Rivadavia |  |
|             |         | Reporte |        |                                         |  |

| 8 de abril | Córdoba | 72 - 3  | Austral | Universitario (SF), Santa Fe |  |
|            |         | Reporte |         |                              |  |

| 8 de abril | Nordeste | 0 - 26  | Chubut | Universitario (SF), Santa Fe |  |
|            |          | Reporte |        |                              |  |

### Zona 4
| Pos. | Equipos    | Partidos | Partidos | Partidos | Tantos | Tantos | Tantos | Pts. |
| Pos. | Equipos    | G        | E        | P        | PF     | PC     | DP     | Pts. |
| ---- | ---------- | -------- | -------- | -------- | ------ | ------ | ------ | ---- |
| 1.º  | Entre Ríos | 3        | 0        | 0        | 100    | 61     | +39    |      |
| 2.º  | San Juan   | 2        | 0        | 1        | 82     | 50     | +32    |      |
| 3.º  | Oeste      | 1        | 0        | 2        | 55     | 93     | -38    |      |
| 4.º  | Sur        | 0        | 0        | 3        | 81     | 114    | -33    |      |

|  | Clasifica a Semifinales (9.° al 12.° puesto)  |
|  | Clasifica a Semifinales (13.° al 16.° puesto) |

| 17 de marzo | Oeste | 11 - 24 | San Juan | Gimnasia y Esgrima (P), Pergamino      |                                        |
|             |       | Reporte |          | Árbitro(s): Federico Robotti (Córdoba) | Árbitro(s): Federico Robotti (Córdoba) |

| 17 de marzo | Sur | 34 - 39 | Entre Ríos | Club Argentino, Bahía Blanca       |                                    |
|             |     | Reporte |            | Árbitro(s): Matías Herrera (Oeste) | Árbitro(s): Matías Herrera (Oeste) |

| 24 de marzo | Entre Ríos | 43 - 14 | Oeste | Paraná Rowing Club, Paraná |  |
|             |            | Reporte |       |                            |  |

| 24 de marzo | San Juan | 45 - 21 | Sur | San Juan Rugby Club, San Juan      |                                    |
|             |          | Reporte |     | Árbitro(s): Claudio Antonio (Cuyo) | Árbitro(s): Claudio Antonio (Cuyo) |

| 8 de abril | Entre Ríos | 18 - 13 | San Juan | Universitario (SF), Santa Fe |  |
|            |            | Reporte |          |                              |  |

| 8 de abril | Oeste | 30 - 26 | Sur | Universitario (SF), Santa Fe |  |
|            |       | Reporte |     |                              |  |

### Fase final
|  | Semifinales Ascenso | Semifinales Ascenso | Semifinales Ascenso |            |         | Final Ascenso     | Final Ascenso     | Final Ascenso     |  |
|  | 11 de abril         | 11 de abril         | 11 de abril         |            |         | 14 de abril       | 14 de abril       | 14 de abril       |  |
|  |                     |                     |                     |            |         |                   |                   |                   |  |
|  |                     |                     |                     |            |         |                   |                   |                   |  |
|  | Córdoba             | Córdoba             | 19                  |            |         |                   |                   |                   |  |
|  | Córdoba             | Córdoba             | 19                  |            |         |                   |                   |                   |  |
|  | San Juan            | San Juan            | 0                   |            |         |                   |                   |                   |  |
|  | San Juan            | San Juan            | 0                   |            | Córdoba | Córdoba           | 23                |                   |  |
|  |                     |                     |                     |            | Córdoba | Córdoba           | 23                |                   |  |
|  |                     |                     | Entre Ríos          | Entre Ríos | 20      |                   |                   |                   |  |
|  | Entre Ríos          | Entre Ríos          | Entre Ríos          | Entre Ríos | 20      | 42                |                   |                   |  |
|  | Entre Ríos          | Entre Ríos          |                     |            |         | 42                |                   |                   |  |
|  | Chubut              | Chubut              | 14                  |            |         | Final 11.º puesto | Final 11.º puesto | Final 11.º puesto |  |
|  | Chubut              | Chubut              | 14                  |            |         | Final 11.º puesto | Final 11.º puesto | Final 11.º puesto |  |
|  |                     |                     |                     |            |         |                   |                   |                   |  |
|  |                     |                     |                     |            |         | San Juan          | San Juan          | 36                |  |
|  |                     |                     |                     |            |         | San Juan          | San Juan          | 36                |  |
|  |                     |                     |                     |            |         | Chubut            | Chubut            | 23                |  |
|  |                     |                     |                     |            |         | Chubut            | Chubut            | 23                |  |
|  |                     |                     |                     |            |         |                   |                   |                   |  |

|  | Semifinales (13.º al 16.º puesto) | Semifinales (13.º al 16.º puesto) | Semifinales (13.º al 16.º puesto) |       |          | Final 13.º puesto | Final 13.º puesto | Final 13.º puesto |  |
|  |                                   |                                   |                                   |       |          |                   |                   |                   |  |
|  |                                   |                                   |                                   |       |          |                   |                   |                   |  |
|  | Nordeste                          | Nordeste                          | 32                                |       |          |                   |                   |                   |  |
|  | Nordeste                          | Nordeste                          | 32                                |       |          |                   |                   |                   |  |
|  | Sur                               | Sur                               | 22                                |       |          |                   |                   |                   |  |
|  | Sur                               | Sur                               | 22                                |       | Nordeste | Nordeste          | 48                |                   |  |
|  |                                   |                                   |                                   |       | Nordeste | Nordeste          | 48                |                   |  |
|  |                                   |                                   | Oeste                             | Oeste | 27       |                   |                   |                   |  |
|  | Oeste                             | Oeste                             | Oeste                             | Oeste | 27       | 47                |                   |                   |  |
|  | Oeste                             | Oeste                             |                                   |       |          | 47                |                   |                   |  |
|  | Austral                           | Austral                           | 10                                |       |          | Final Descenso    | Final Descenso    | Final Descenso    |  |
|  | Austral                           | Austral                           | 10                                |       |          | Final Descenso    | Final Descenso    | Final Descenso    |  |
|  |                                   |                                   |                                   |       |          |                   |                   |                   |  |
|  |                                   |                                   |                                   |       |          | Sur               | Sur               | 34                |  |
|  |                                   |                                   |                                   |       |          | Sur               | Sur               | 34                |  |
|  |                                   |                                   |                                   |       |          | Austral           | Austral           | 15                |  |
|  |                                   |                                   |                                   |       |          | Austral           | Austral           | 15                |  |
|  |                                   |                                   |                                   |       |          |                   |                   |                   |  |

Semifinales (9.º al 12.º puesto)
| 11 de abril | Córdoba | 19 - 0  | San Juan | CRAI, Santa Fe |  |
|             |         | Reporte |          |                |  |

| 11 de abril | Entre Ríos | 42 - 14 | Chubut | CRAI, Santa Fe |  |
|             |            | Reporte |        |                |  |

Semifinales (13.º al 16.º puesto)
| 11 de abril | Nordeste | 32 - 22 | Sur | CRAI, Santa Fe |  |
|             |          | Reporte |     |                |  |

| 11 de abril | Oeste | 47 - 10 | Austral | CRAI, Santa Fe |  |
|             |       | Reporte |         |                |  |

Final Ascenso
| 14 de abril | Córdoba | 23 - 20 | Entre Ríos | Santa Fe Rugby Club, Santa Fe |  |
|             |         | Reporte |            |                               |  |

Final 11.º puesto
| 14 de abril | San Juan | 36 - 23 | Chubut | Santa Fe Rugby Club, Santa Fe |  |
|             |          | Reporte |        |                               |  |

Final 13.º puesto
| 14 de abril | Nordeste | 48 - 27 | Oeste | Santa Fe Rugby Club, Santa Fe |  |
|             |          | Reporte |       |                               |  |

Final Descenso
| 14 de abril | Sur | 34 - 15 | Austral | Santa Fe Rugby Club, Santa Fe |  |
|             |     | Reporte |         |                               |  |

| Bandera de la Provincia de Córdoba |
| Córdoba Campeón Zona Ascenso       |

## Zona Desarrollo (Select 12)
La Zona Desarrollo Select 12 fue ganada por Uruguay. Los Teritos vencieron a la Unión de Rugby del Alto Valle de Río Negro y Neuquén 13-8 en la final de la Copa de Oro y clasificaron a la Zona Ascenso del Campeonato Argentino Juvenil 2019.
| 1.º  | Uruguay          | 4 | 0 | 0 | 78  | 23  | +55  |
| 2.º  | Alto Valle       | 3 | 0 | 1 | 125 | 13  | +112 |
| 3.º  | Chile            | 2 | 0 | 1 | 90  | 16  | +74  |
| 4.º  | Lagos del Sur    | 2 | 0 | 1 | 45  | 22  | +23  |
| 5.º  | Andina           | 3 | 0 | 1 | 58  | 25  | +33  |
| 6.º  | Paraguay         | 2 | 0 | 2 | 58  | 56  | +2   |
| 7.º  | Misiones         | 1 | 0 | 2 | 22  | 67  | -45  |
| 8.º  | San Luis         | 1 | 0 | 2 | 32  | 63  | -31  |
| 9.º  | Jujuy            | 1 | 0 | 2 | 43  | 57  | -14  |
| 10.º | Formosa          | 1 | 0 | 2 | 16  | 60  | -44  |
| 11.º | Tierra del Fuego | 0 | 0 | 3 | 3   | 69  | -66  |
| 12.º | Santa Cruz       | 0 | 0 | 3 | 5   | 104 | -99  |

|  | Campeón Copa de Oro y asciende a Zona Ascenso 2019. |
|  | Campeón Copa de Plata.                              |

| Bandera de Uruguay                |
| Uruguay Campeón Select 12 Juvenil |
| Primer título                     |